# Station Salisbury
Salisbury is een spoorwegstation van National Rail in Salisbury, Wiltshire in Engeland. Het station is eigendom van Network Rail en wordt beheerd door South Western Railway. Het station is Grade II listed